# Eleutherodactylus metabates
Eleutherodactylus metabates là một loài ếch trong họ Leptodactylidae. Chúng là loài đặc hữu của Peru.
Các môi trường sống tự nhiên của chúng là các khu rừng khô nhiệt đới hoặc cận nhiệt đới và rừng ẩm vùng đất thấp nhiệt đới hoặc cận nhiệt đới.